# 志染町青山
志染町青山（しじみちょうあおやま）は、兵庫県三木市にある大字である。大和ハウス松が丘ネオポリスとして開発された。元々は志染町四合谷・志染町細目・志染町高男寺・志染町窟屋の一部であった。

## 地理
三木市の東側、志染地区の南東側に位置する（志染町青山地図 - Google マップ）。神戸層群の台地上、志染川左側にある丘陵地に位置する新興住宅地であり、1丁目から7丁目で区画整理されている。関西国際大学などの教育施設・コープこうべ協同学苑・イオンなどの商業施設などが集中しており、市内で唯一建築協定を結んでいる。東側は志染町三津田、西側は志染町四合谷・志染町細目、南側は緑が丘町西・緑が丘町中・緑が丘町東、北側は志染町高男寺・志染町窟屋と接する。
当地より前に造成された緑が丘町の北側に、1980年代から1990年初頭にかけて大和ハウスが「松が丘ネオポリス土地区画整理事業」として造成し、1986年には入戸が始まった。1989年には三木市が公共施設整備事業と並行して整備する計画戸数2,200戸・計画人口8,800人の「総合学園都市」として事業が進められ、1989年に整備の大半が完了した。現在は戸数は2,000戸前後・人口は6,000人前後で推移している。
開発前は沼地・雑木林・山林・農地であり、入札制度で落札されていたために無断で立ち入りが不可能であった。地名の由来は月性の漢詩『將東遊題壁』の一部、人間到処有青山「人間（じんかん）到る処青山あり」から取った。

### 住居表示
| 志染町青山   | 志染町青山                                    |
| ------------ | --------------------------------------------- |
| 所在地       | 兵庫県三木市                                  |
| 位置         |                                               |
| 整備主体     | 大和ハウス工業 兵庫県 三木市                  |
| 整備開始     | 1983年3月29日                                 |
| 整備終了     | 開発中                                        |
| 計画人口     | 8,800人                                       |
| 現在の人口   | 6,145人 2012年3月31日三木市住民基本台帳人口   |
| 現在の世帯数 | 2,087世帯 2012年3月31日三木市住民基本台帳人口 |
| 中心駅       | 神戸電鉄粟生線緑が丘駅                        |
| 画像募集中   |                                               |

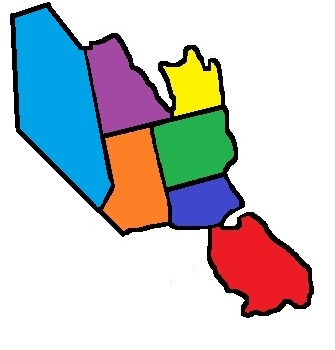
各丁目住宅区画地図
赤色は1丁目
青色は2丁目
緑色は3丁目
黄色は4丁目
紫色は5丁目
橙色は6丁目
水色は7丁目

志染町青山1丁目から7丁目まであり、7丁目以外に自治会が存在する。取り仕切るために青山地区自治会連合会が発足し、それぞれの丁目に集会所がある。当初は4丁目と5丁目は連合会に加入していなかったが、現在は加入している。
| 丁目 | 入居開始日 | 自治会発足日 | 集会場完成日  | 集会所画像 | 備考 |
| ---- | ---------- | ------------ | ------------- | ---------- | --- |
| 1    | 1985年10月 | 1988年5月    | 1992年7月5日  |            | 1985年10月に最初の入居が始まった。 |
| 2    | 1986年     | 1989年7月    | 1992年7月15日 |            | |
| 3    | 1988年     | 1989年9月    | 1991年5月竣工 |            | 地区で一番早く集会所が完成され、シンボルマークが制定されている。 |
| 4    | 1990年1月  | 1991年9月    | 1996年1月7日  |            | 地区内で一番入居時期が遅かった。 |
| 5    | 1988年1月  | 1990年8月    | 1996年2月12日 |            | 集会場の完成が地区で一番遅かった。 |
| 6    | 1988年     | 1990年1月    | 不明          |            | |
| 7    | なし       | なし         | なし          | なし       | 教育・文化施設のために開発以来長く、居住人口がいなかったが、最近は関西国際大学の学生寮である「友愛寮」が立地して学生が居住している。そのため地域の自治会が設置されていない。また、自治会連合会にも加入できない。 |

### 概要

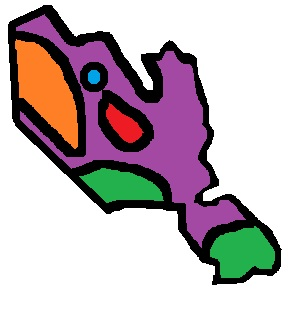
土地利用計画
橙色は文教地帯
水色は公園地帯
緑色は教育施設
紫色は住宅地帯

#### 土地利用計画
開発時に既に兵庫県立三木北高等学校が開校していた。残りの地内の4分の1を住宅地帯にし、大半の住宅を一戸建てにし、平均面積を200 haにする計画で整備し、西側を文教地帯・東側と西側は教育地帯・中央部を商業地帯にした。また、緑化都市として整備することを目標とするために全地内の38 %を森林地帯とし、それに合わせて公園を11か所整備し、兵庫県道22号神戸三木線・兵庫県道38号三木三田線を結ぶ道路を3年計画で整備し、高男寺川の改良にも着手した。公共交通機関は神姫バスの運行を計画していた。

#### 住居表示地域

##### 1丁目・2丁目
1丁目は開発が地内で早く進み、1985年10月に地内で早く入居が開始されたが、同年末で3世帯・同年度末で8世帯であった。しかし、その後は入居が進み、1986年度は41世帯にまで増えた。また、関西国際大学が立地しており、三木市道青山笠松線が完成すると兵庫県道83号平野三木線から入る玄関口になる。2丁目は自治会で誘致した三木青山郵便局が立地しており、4丁目の次に面積が狭い。

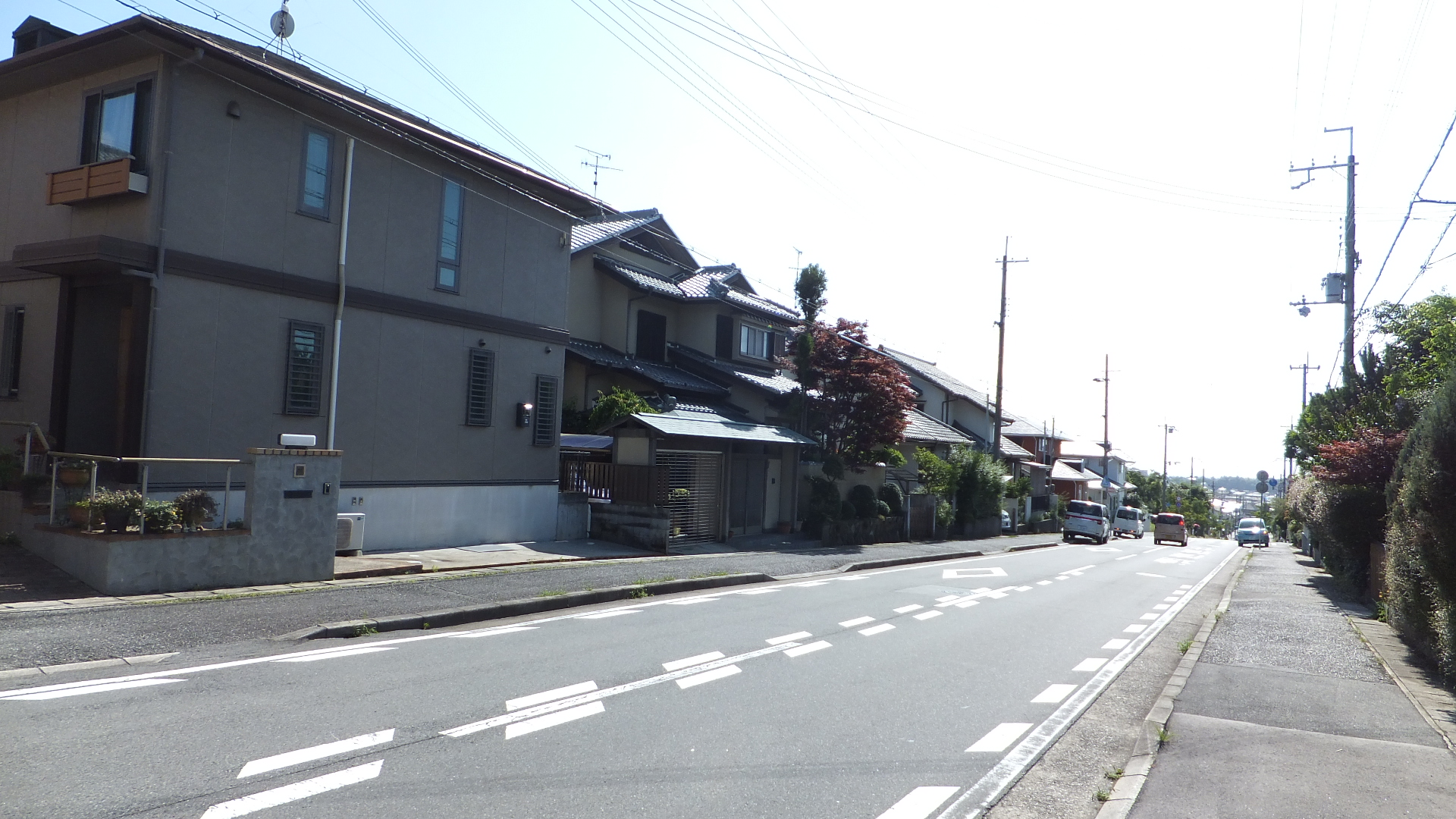
1丁目
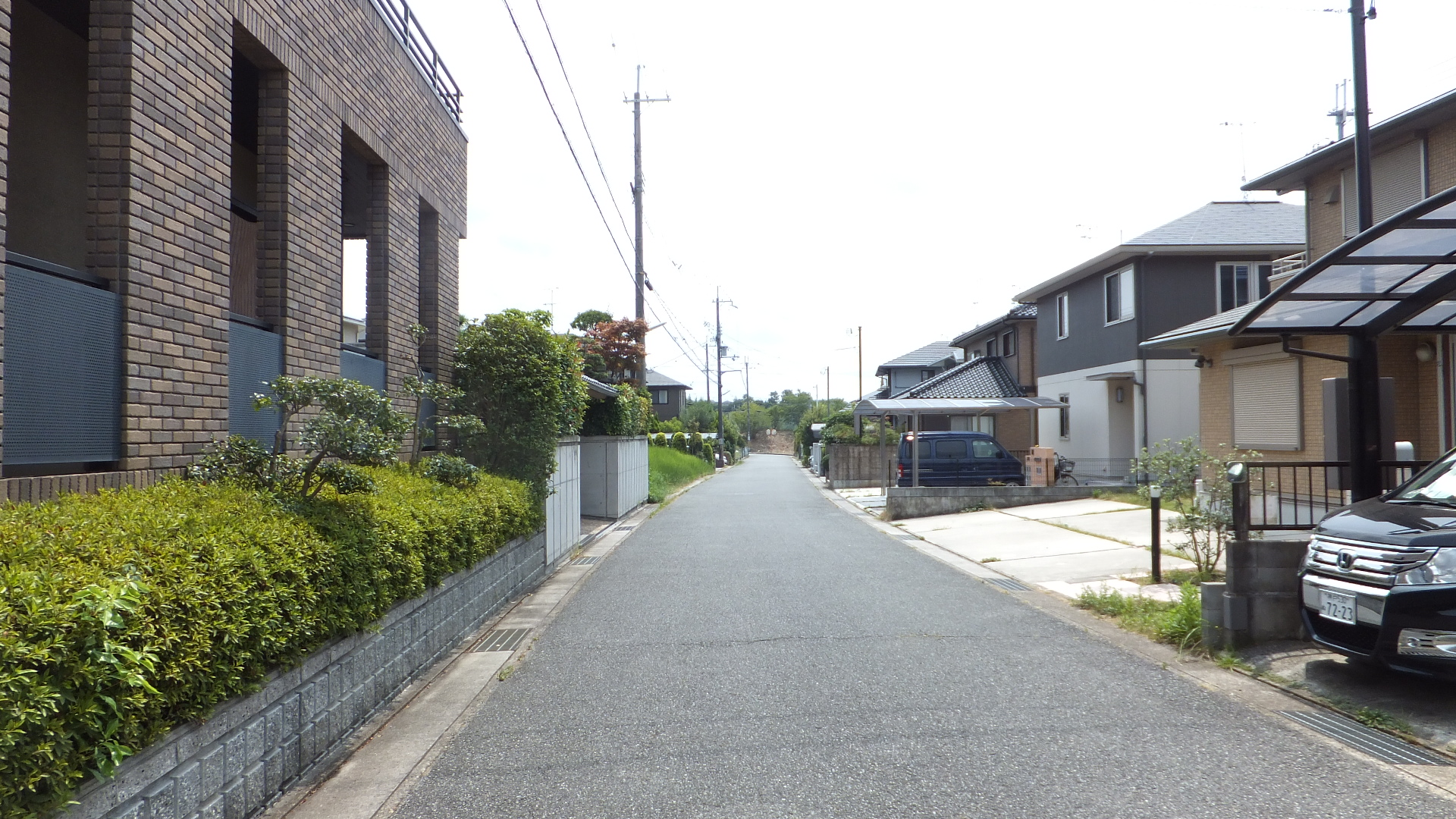
2丁目

##### 3丁目・4丁目

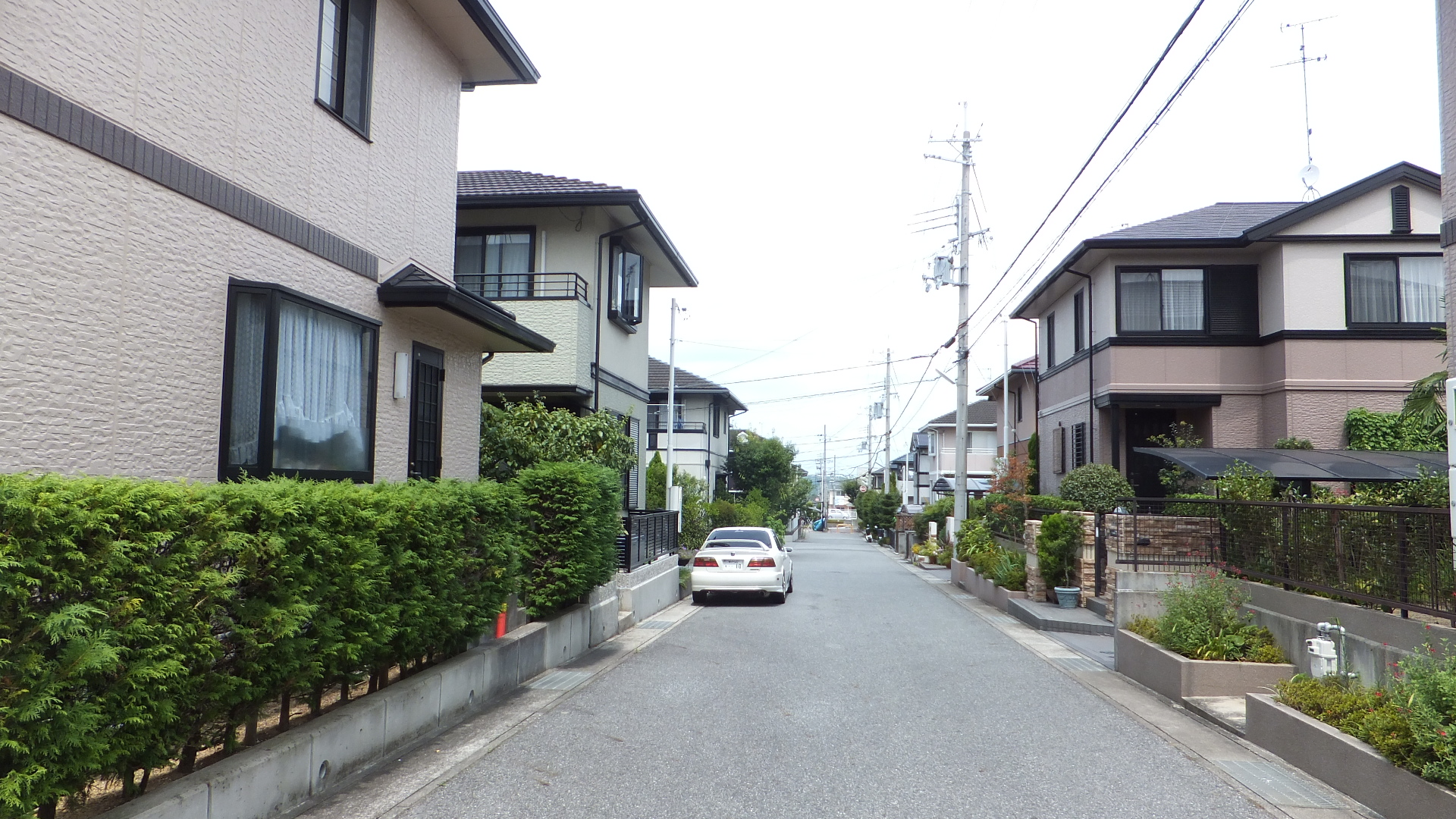
3丁目で建築が変更されて住宅用地として建設され、完成した住宅群

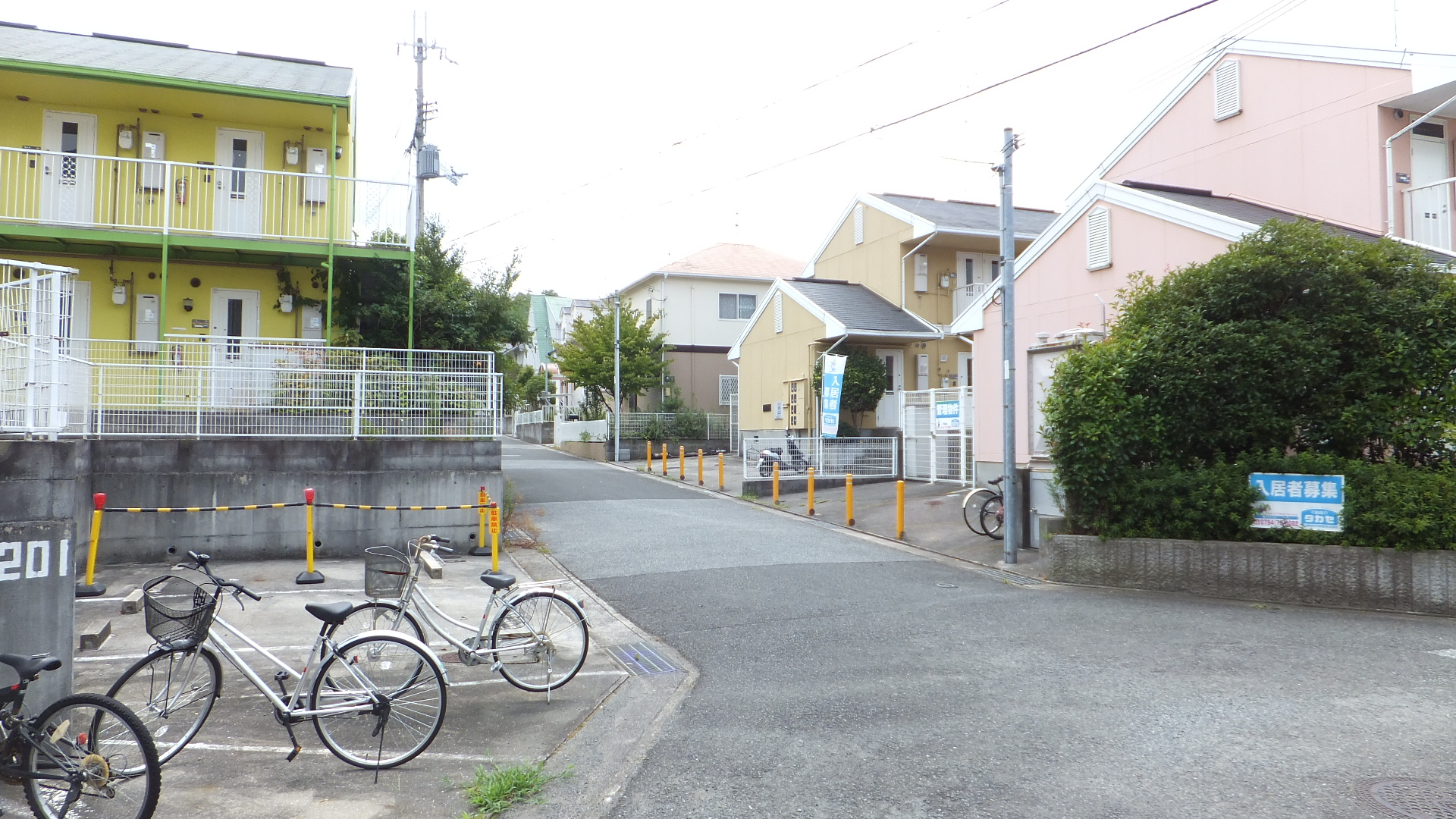
関西国際大学の下宿先として機能している集合住宅群

3丁目は1988年12月に入居が始まっており、地区の中心点として機能している。西側は商業ゾーンに指定されており、1994年からイオンなどの商業施設が集中して相次いで出店している。また青山公民館が立地しており、東側の集合住宅は関西国際大学の下宿先として機能しており、青山公民館にある東側は建設計画が変更され住宅地として機能している。4丁目は地内で歴史が浅く1990年1月に入居が開始され、面積が一番狭い。三方を山に囲まれており、貯水池が立地し、交通騒音が少ない反面教育施設からは離れている。

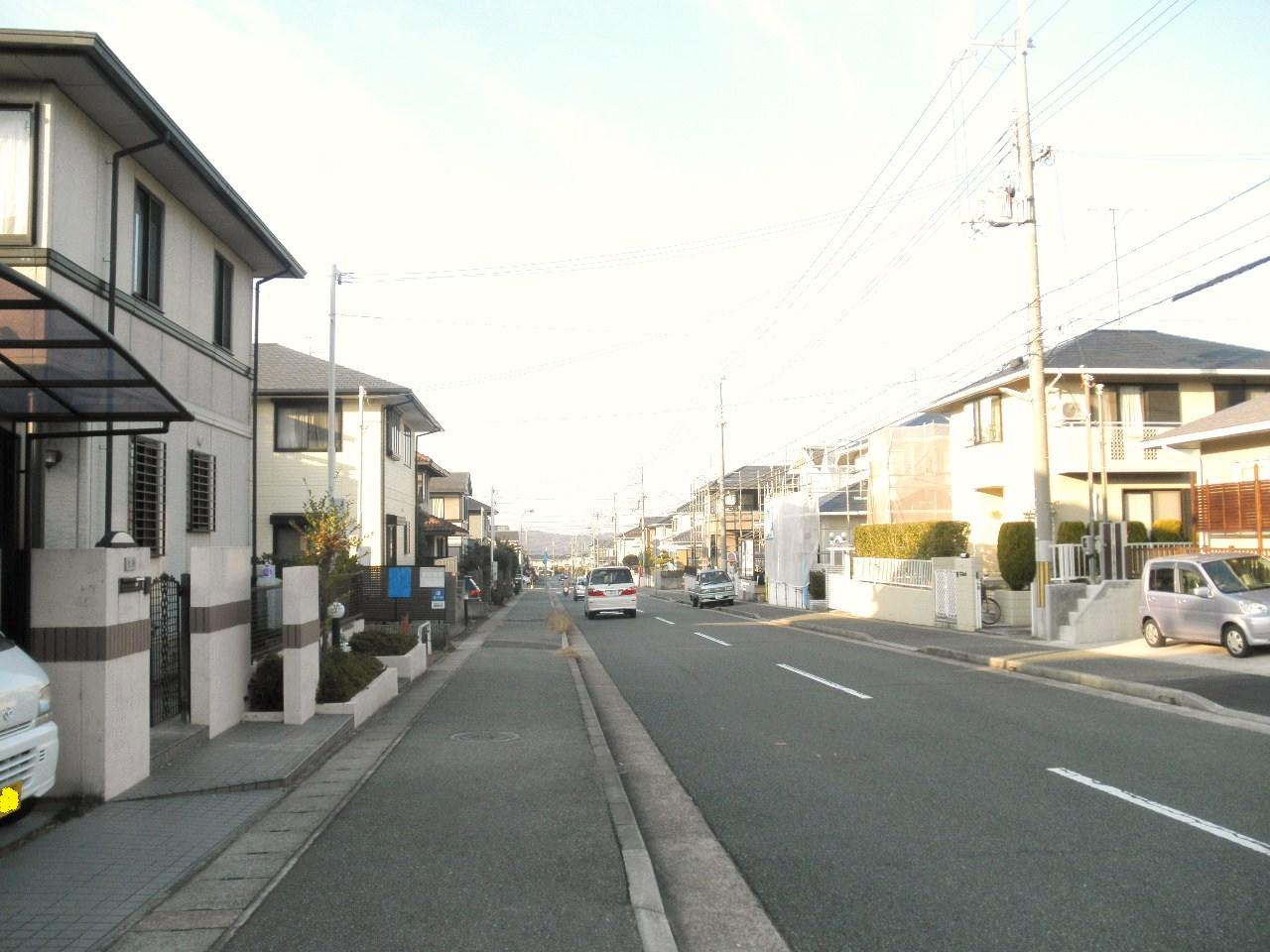
3丁目
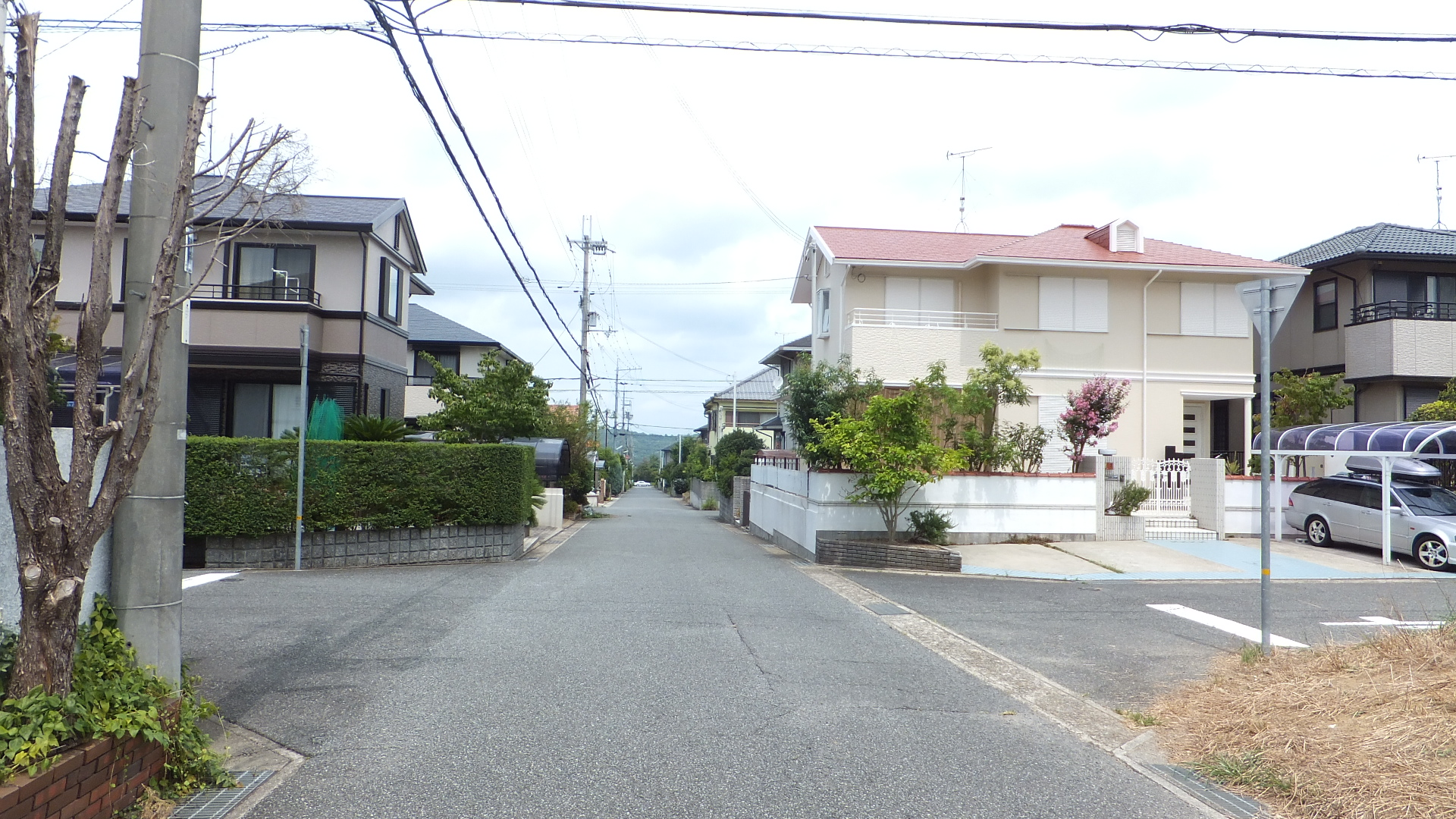
4丁目

##### 5丁目・6丁目・7丁目

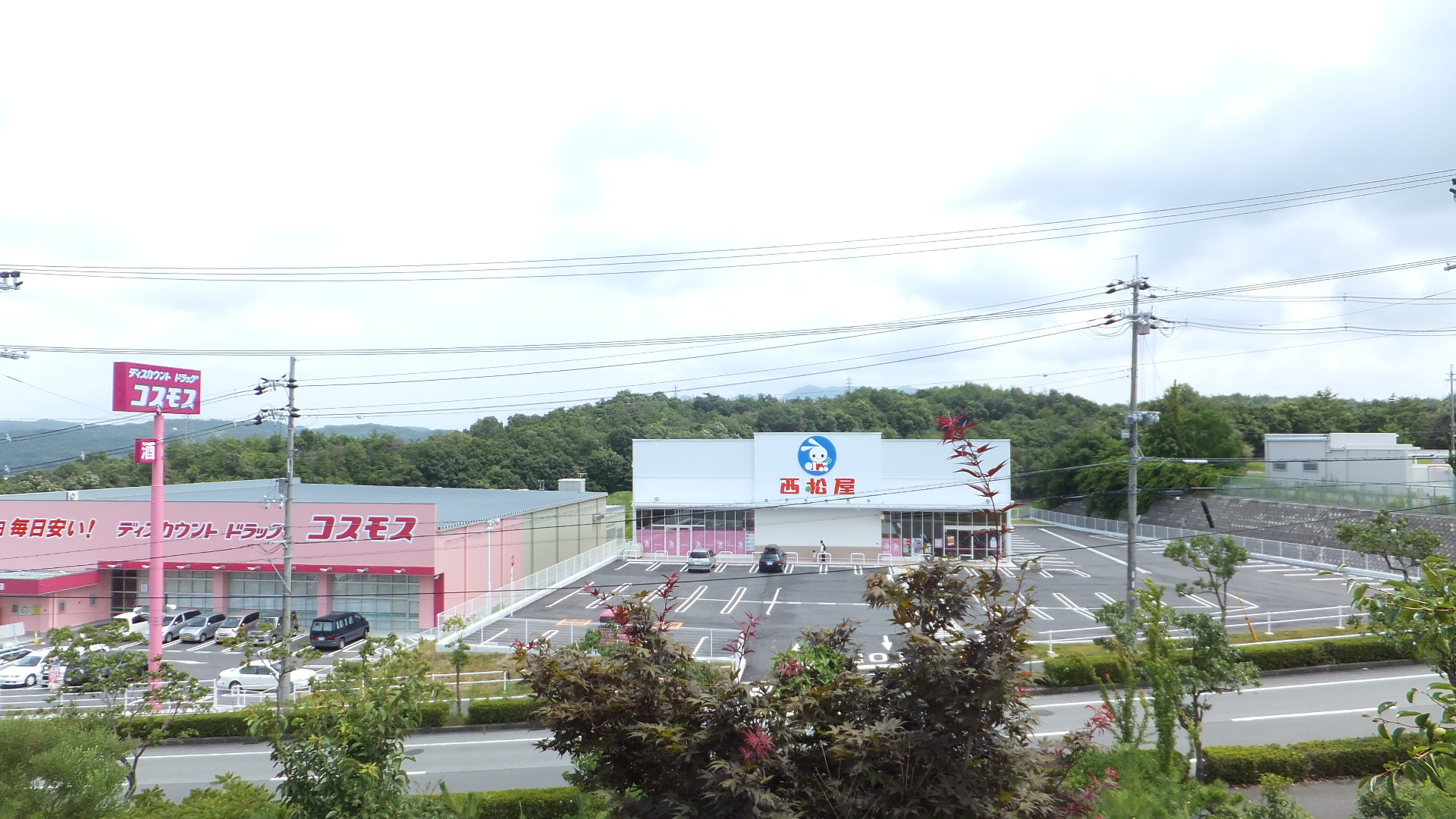
5丁目にある商業地帯

5丁目は1988年1月から入居が始まった。教育施設からは離れており、周辺には池がある。2011年頃から西松屋などの商業施設の立地が進んでいる。6丁目は1988年に入居が始まり、青山中央公園、東側は商業ゾーンに指定されており、商業施設が集中しており、地番の半分を占める。また、兵庫県立三木北高等学校が立地している。7丁目は三木市立三木特別支援学校などの教育施設・文化施設が立地しているだけで住宅は存在しなかったが、現在は関西国際大学の学生寮である「友愛寮」が立地して学生が居住している。兵庫県南部地震（阪神・淡路大震災）後は仮設住宅が立地していたが、現在は存在しない。

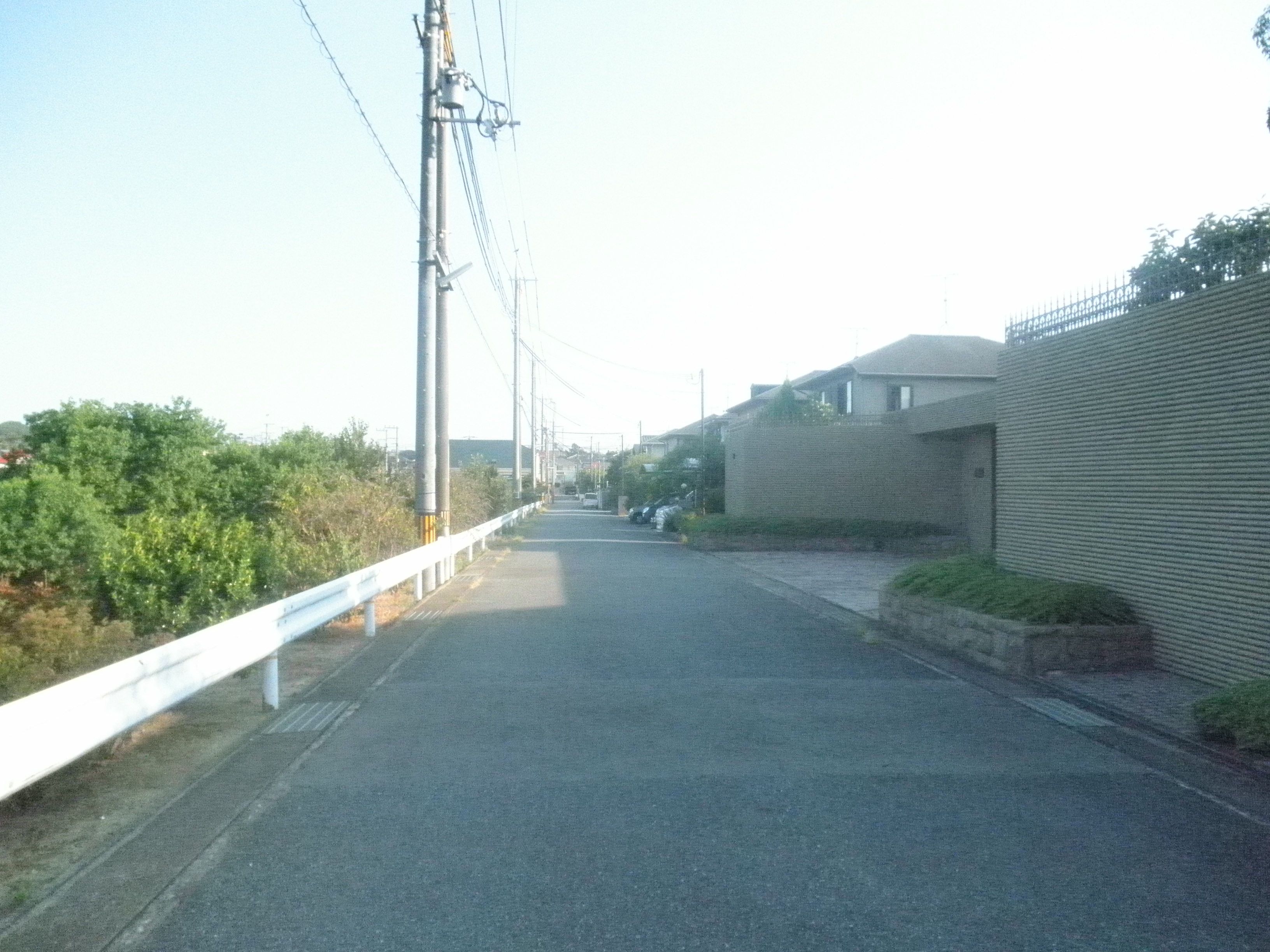
5丁目
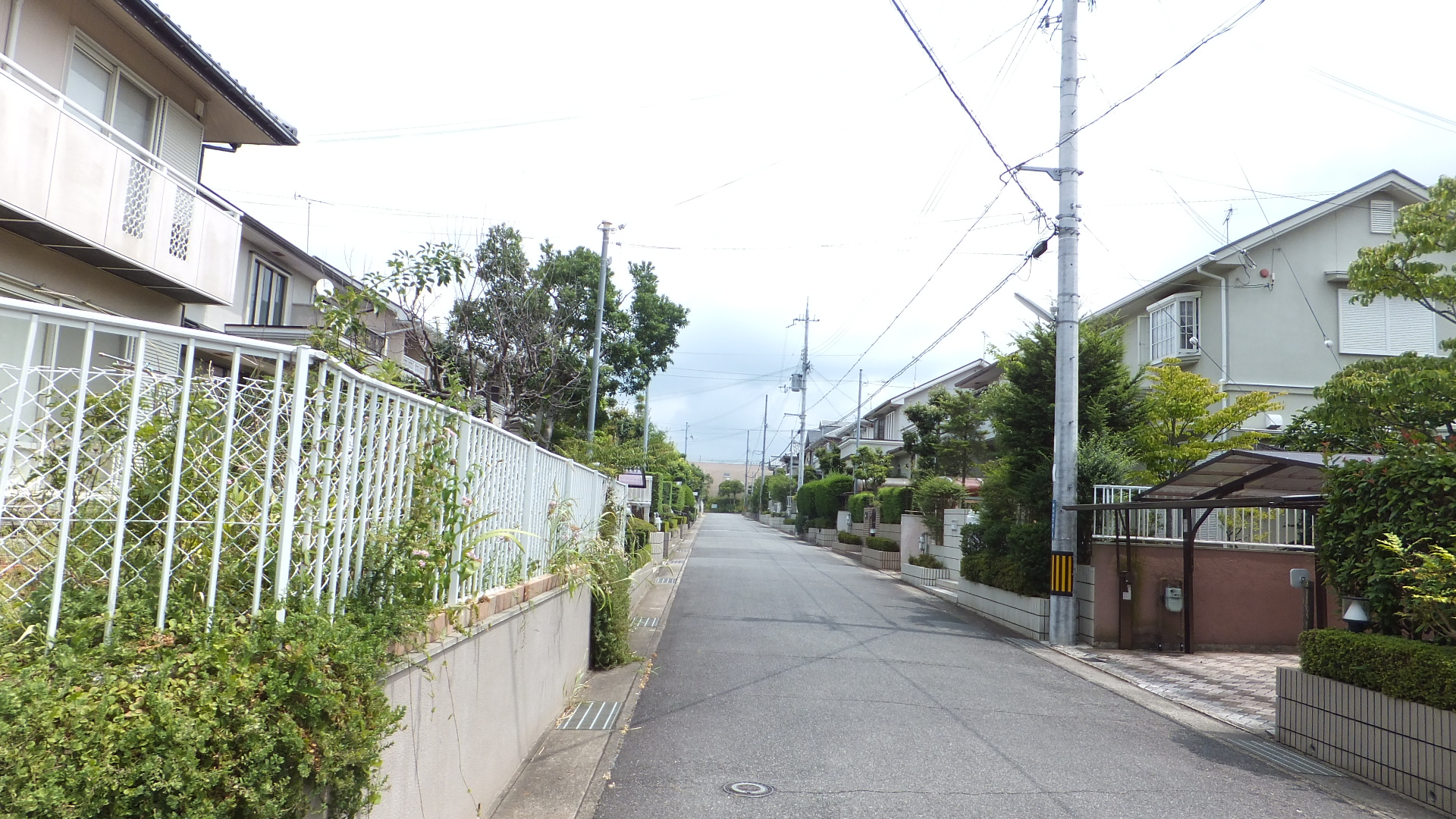
6丁目

### 地価
住宅地の地価は、2014年（平成26年）1月1日の公示地価によれば、志染町青山3丁目6番13の地点で5万3900円/m2となっている。三木市内で最も地価が高い。

## 人口・世帯数

### 人口
計画人口では8,800人であるが、それを大幅に下回る人口である。ピーク時では6,200人台で推移し、現在は6,100人台で推移している。
| 年            | 人口  | 前年比増減 | 増加率 |
| ------------- | ----- | ---------- | ------ |
| 2001年3月31日 | 5,514 | -          | -      |
| 2002年3月31日 | 5,760 | 246        | 0.04   |
| 2003年3月31日 | 6,068 | 308        | 0.05   |
| 2004年3月31日 | 6,239 | 171        | 0.03   |
| 2005年3月31日 | 6,275 | 62         | 0.01   |
| 2006年3月31日 | 6,253 | -22        | -0.00  |
| 2007年3月31日 | 6,235 | -18        | -0.00  |
| 2008年3月31日 | 6,185 | -50        | -0.01  |
| 2009年3月31日 | 6,160 | -25        | -0.00  |
| 2010年3月31日 | 6,142 | -18        | -0.00  |
| 2011年3月31日 | 6,129 | -13        | -0.00  |
| 2012年3月31日 | 6,145 | 22         | 0.00   |

### 世帯数
計画戸数は2,200戸であり、ほぼ計画通りに到達する見込みである。
| 年            | 世帯数 | 前年比増減 | 増加率 |
| ------------- | ------ | ---------- | ------ |
| 2001年3月31日 | 1,648  | -          | -      |
| 2002年3月31日 | 1,758  | 110        | 0.06   |
| 2003年3月31日 | 1,881  | 123        | 0.07   |
| 2004年3月31日 | 1,943  | 62         | 0.03   |
| 2005年3月31日 | 1,963  | 20         | 0.01   |
| 2006年3月31日 | 1,980  | 17         | 0.01   |
| 2007年3月31日 | 1,998  | 18         | 0.01   |
| 2008年3月31日 | 2,014  | 16         | 0.01   |
| 2009年3月31日 | 2,042  | 28         | 0.01   |
| 2010年3月31日 | 2,054  | 12         | 0.01   |
| 2011年3月31日 | 2,063  | 9          | 0.00   |
| 2012年3月31日 | 2,087  | 24         | 0.01   |

## 歴史

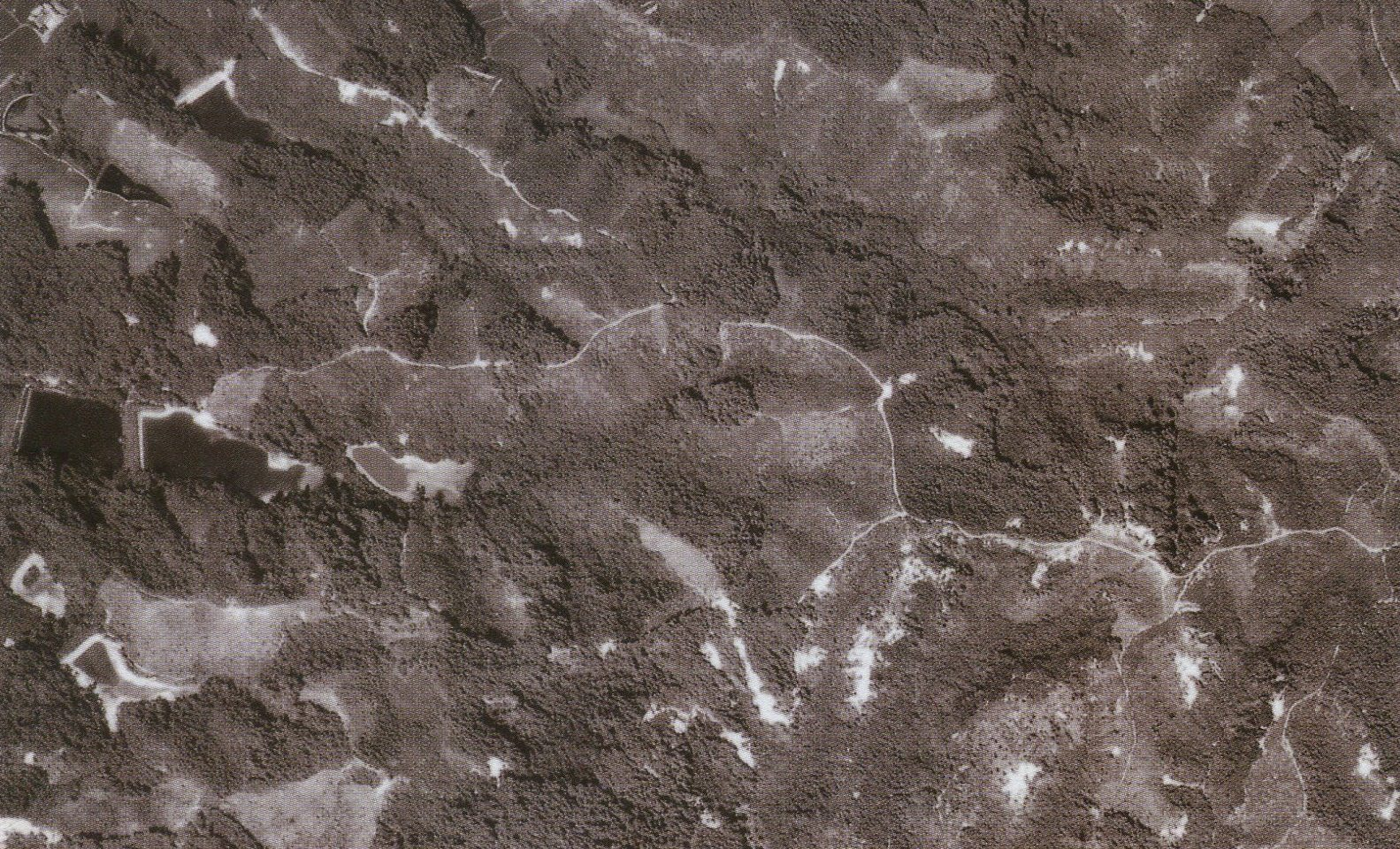
開発前の志染町青山 1961年撮影

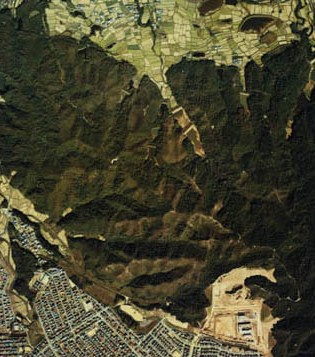
開発前の志染町青山 1979年度撮影

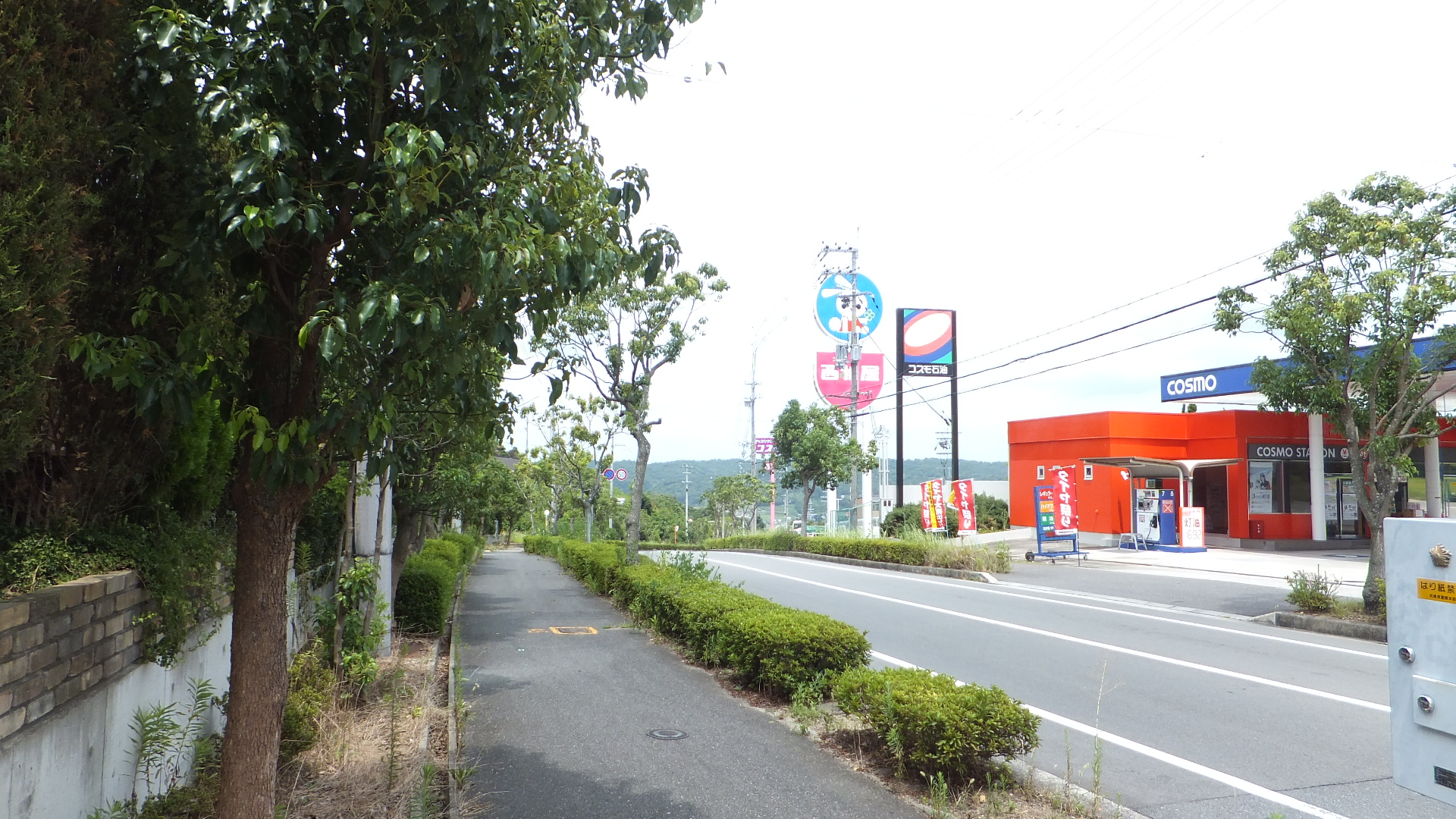
1985年12月24日に開通した三木市道緑が丘志染線
志染町青山5丁目で撮影

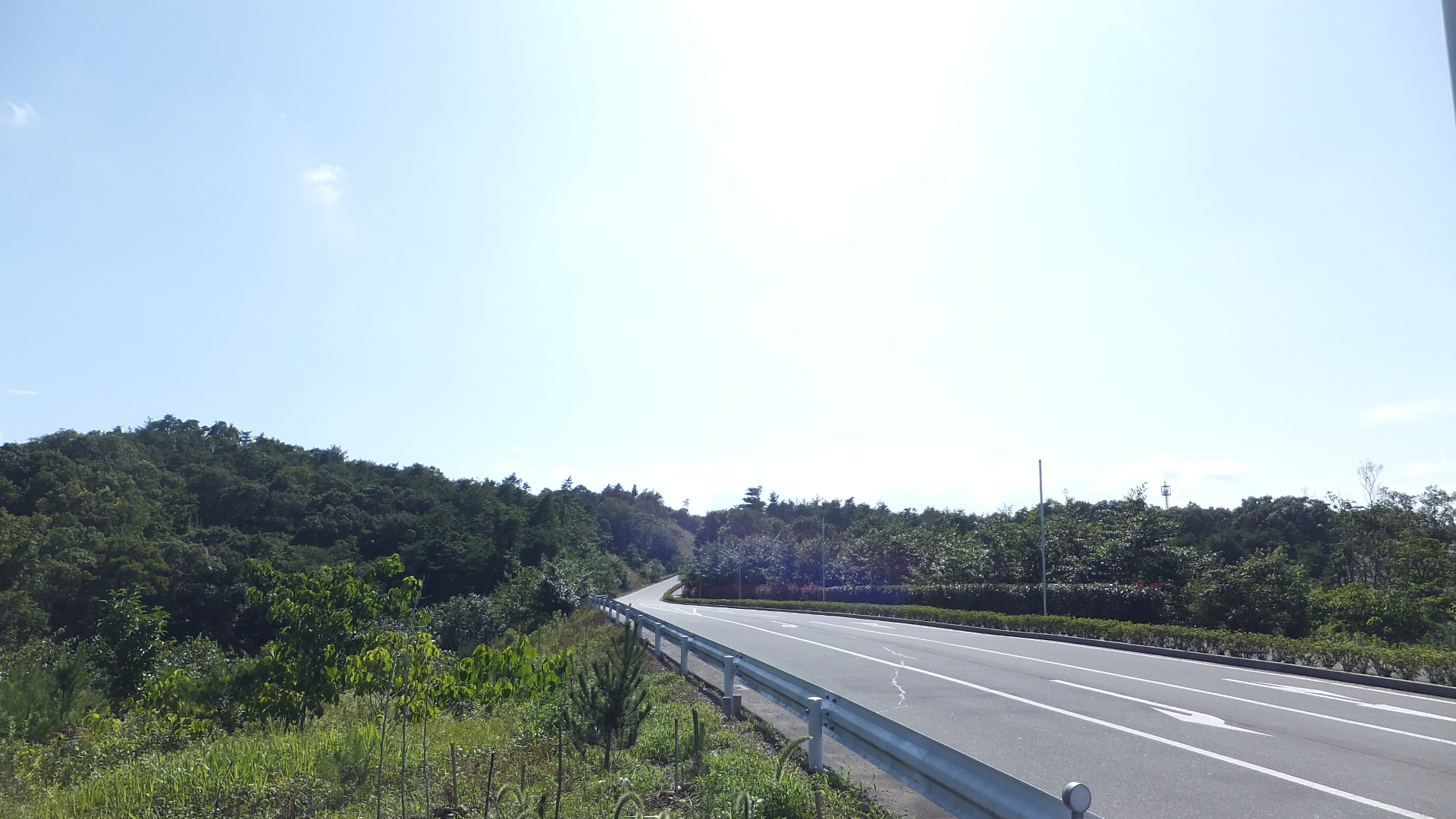
2005年9月28日に開通した三木市道青山笠松線
志染町青山1丁目で撮影

### 町村制施行以降
- 1983年3月29日 - 志染町四合谷・志染町高男寺・志染町窟屋の一部を「松が丘ネオポリス」として開発する許可が兵庫県から下りる[5][8]。
- 1983年4月1日 - 兵庫県立三木北高等学校が志染町四合谷字深イ谷に開校[36][37][38]。
- 1984年9月29日 - 「松が丘ネオポリス」と仮称が付けられていた大字名が青山に決定[19][20][21][12][37]。
- 1985年10月 - 志染町青山1丁目の入居が地区内で初めて開始される[12][5]。
- 1985年12月24日 - 三木市道緑が丘志染線が開通[19][20][21][12][5]。
- 1987年4月10日 - 現在の関西国際大学の前身である関西女学院短期大学が開学[19][20][21]。
- 1988年8月1日 - 東部配水池が完成[19][20][21][5]。
- 1989年9月5日 - 大規模な防災訓練を実施[19][20][21]。
- 1990年6月 - 青山地区保健衛生推進協議会が発足[6][14]。
- 1990年12月3日 - 三木青山郵便局の設置が認められる[23]。
- 1991年9月1日 - コープこうべ協同学苑が開設[6][39]。
- 1992年3月31日 - 三木市立三木特別支援学校が三木市口吉川町から志染町青山に移転[19][20][21][40]。
- 1992年7月2日 - 青山公民館が着工[12][41]。
- 1993年4月18日 - 青山公民館が完成[12][41]。
- 1993年4月19日 - 三木青山郵便局が開局[23]。
- 1994年8月20日 - 第1回青山夏祭りが開催される[41]。
- 1995年1月17日 - 兵庫県南部地震（阪神・淡路大震災）が発生し、住宅が半壊するなどの被害を受ける[6][37]。その後、7丁目に仮設住宅が建設される[13]。
- 1998年4月2日 - 関西国際大学開学[19][20][21]。
- 1998年9月3日 - 三木サティ（現：イオン三木青山店）開業。
- 2000年12月 - 広大な空き地であった6丁目1番地の分譲開始。
- 2005年9月28日 - 三木市道青山笠松線が開通[19][20][21]。
- 2006年9月29日 - 明仁天皇・美智子皇后が当地を訪問[19][20][21]。
- 2009年4月5日 - 三木市立障害者総合支援センターはばたきの丘が完成[19][20][21]。
- 2014年7月1日 - 青山5丁目〜三ノ宮（神姫バス）運行開始。

### 字域の変遷
| 丁目  | 実施日        | 実施前                                                                             |
| ----- | ------------- | ---------------------------------------------------------------------------------- |
| 1丁目 | 1984年9月29日 | 志染町広野（全域）                                                                 |
| 2丁目 | 不明          | 志染町広野（全域）                                                                 |
| 3丁目 | 不明          | 志染町広野（一部）・志染町四合谷（一部）・志染町高男寺（一部）・志染町窟屋（一部） |
| 4丁目 | 不明          | 志染町高男寺（一部）・志染町窟屋（一部）                                           |
| 5丁目 | 不明          | 志染町細目（一部）・志染町高男寺（一部）                                           |
| 6丁目 | 不明          | 志染町広野（一部）・志染町四合谷（一部）・志染町細目（一部）・志染町高男寺（一部） |
| 7丁目 | 不明          | 志染町四合谷（一部）・志染町細目（一部）・志染町高男寺（一部）                     |

## 施設

### 教育・文化施設
- 兵庫県立三木北高等学校 - 6丁目
- 関西国際大学 - 1丁目
- 三木市立三木特別支援学校 - 7丁目
- 三木青山郵便局 - 2丁目
- 青山公民館 - 3丁目
- コープこうべ協同学苑 - 7丁目
- 三木市立障害者総合支援センターはばたきの丘 - 1丁目

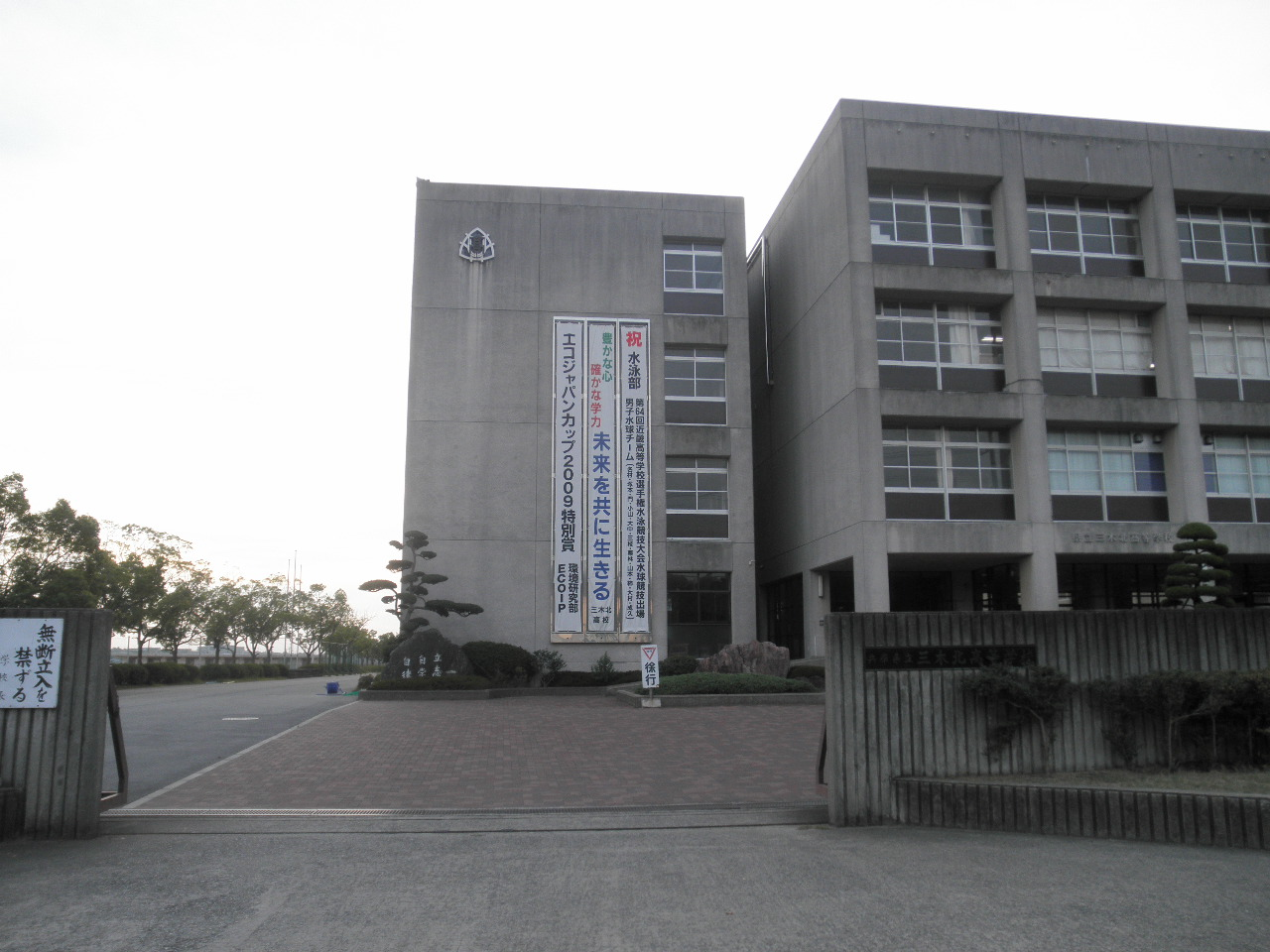
兵庫県立三木北高等学校
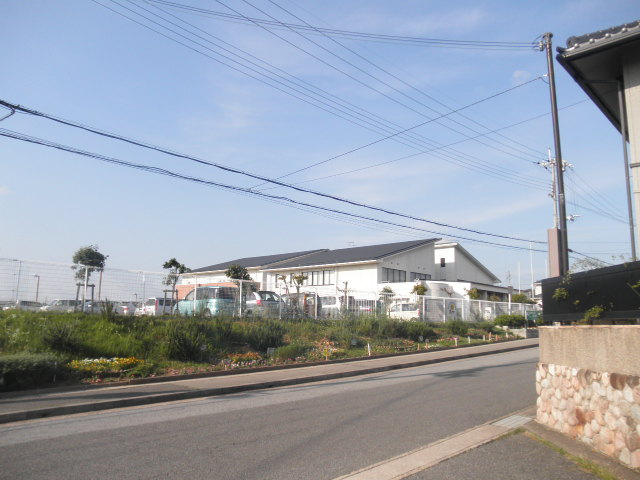
青山公民館
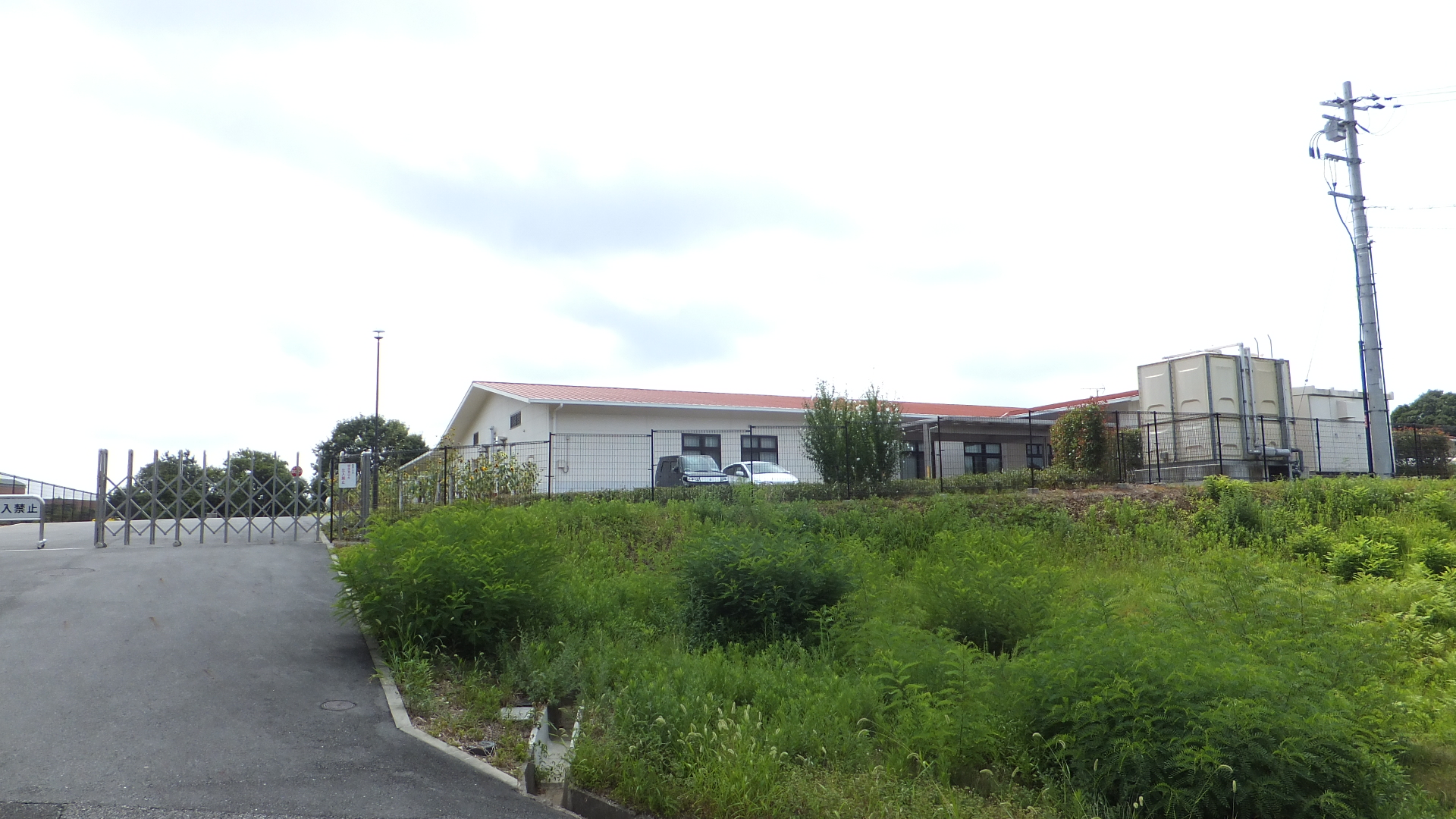
はばたきの丘

### 商業施設
3丁目の西側と6丁目の東側に跨る場所に集中している。

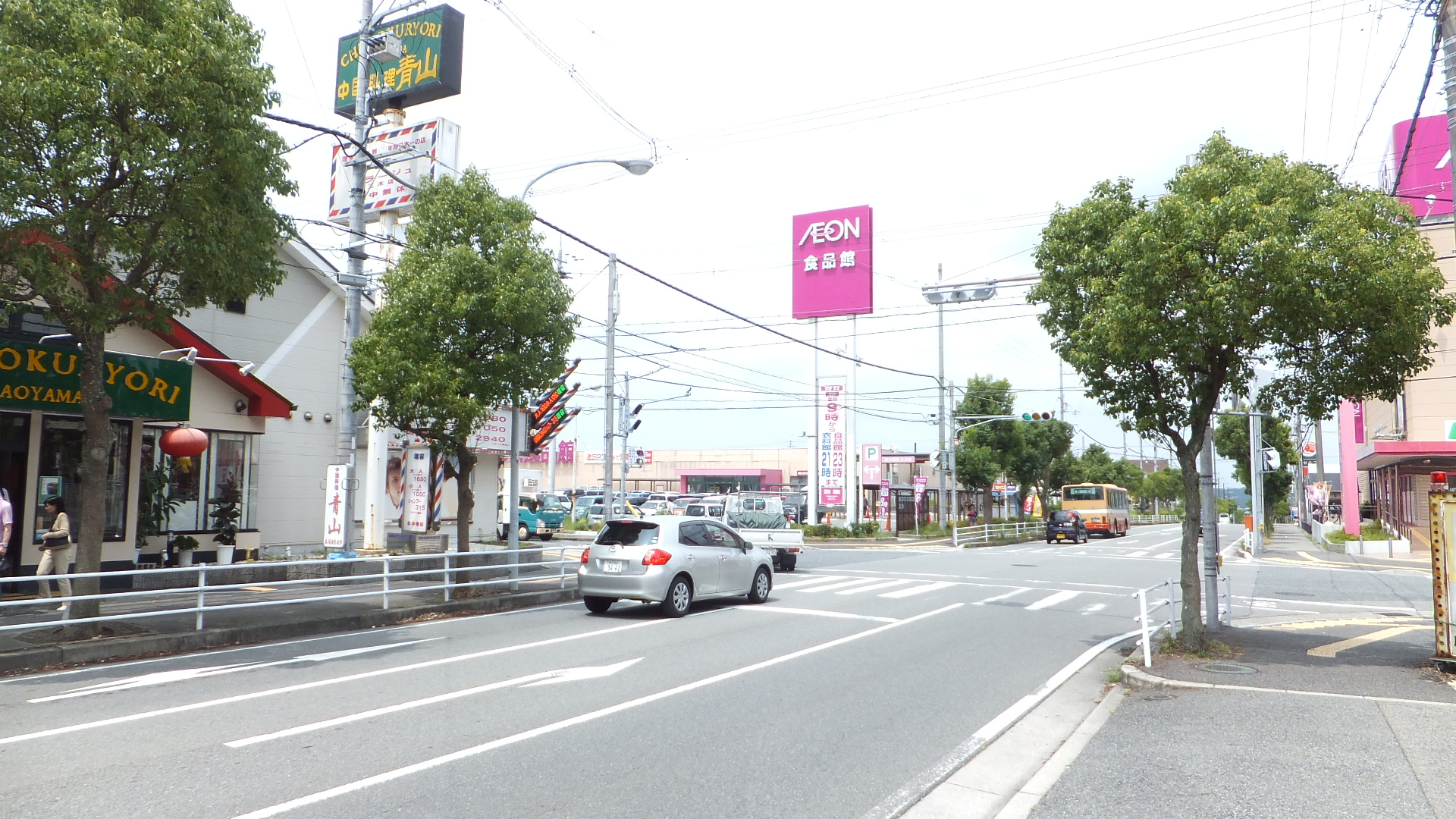
3丁目と6丁目に跨る商業施設

- イオン三木青山店 - 3丁目・6丁目。3丁目は衣料館、6丁目は食品館
  - ミスタードーナツ - 衣料館1F
  - 上新電機 - 衣料館2F
  - Seria - 衣料館2F
  - マクドナルド - 食品館
- ウエルシア薬局三木青山店 - 6丁目
- ダイキ青山店 - 6丁目
- ゲオ三木店 - 3丁目
- ごちそう村 - 3丁目
- apollostation - 3丁目
- COSMO - 5丁目
- ローソン - 3丁目
- とりあえず吾平兵庫三木店 - 6丁目
- ワンカルビ三木店 - 6丁目
- トリドール三木店 -3丁目
- 西松屋三木志染店
- ディスカウント ドラッグコスモス青山店 - 5丁目

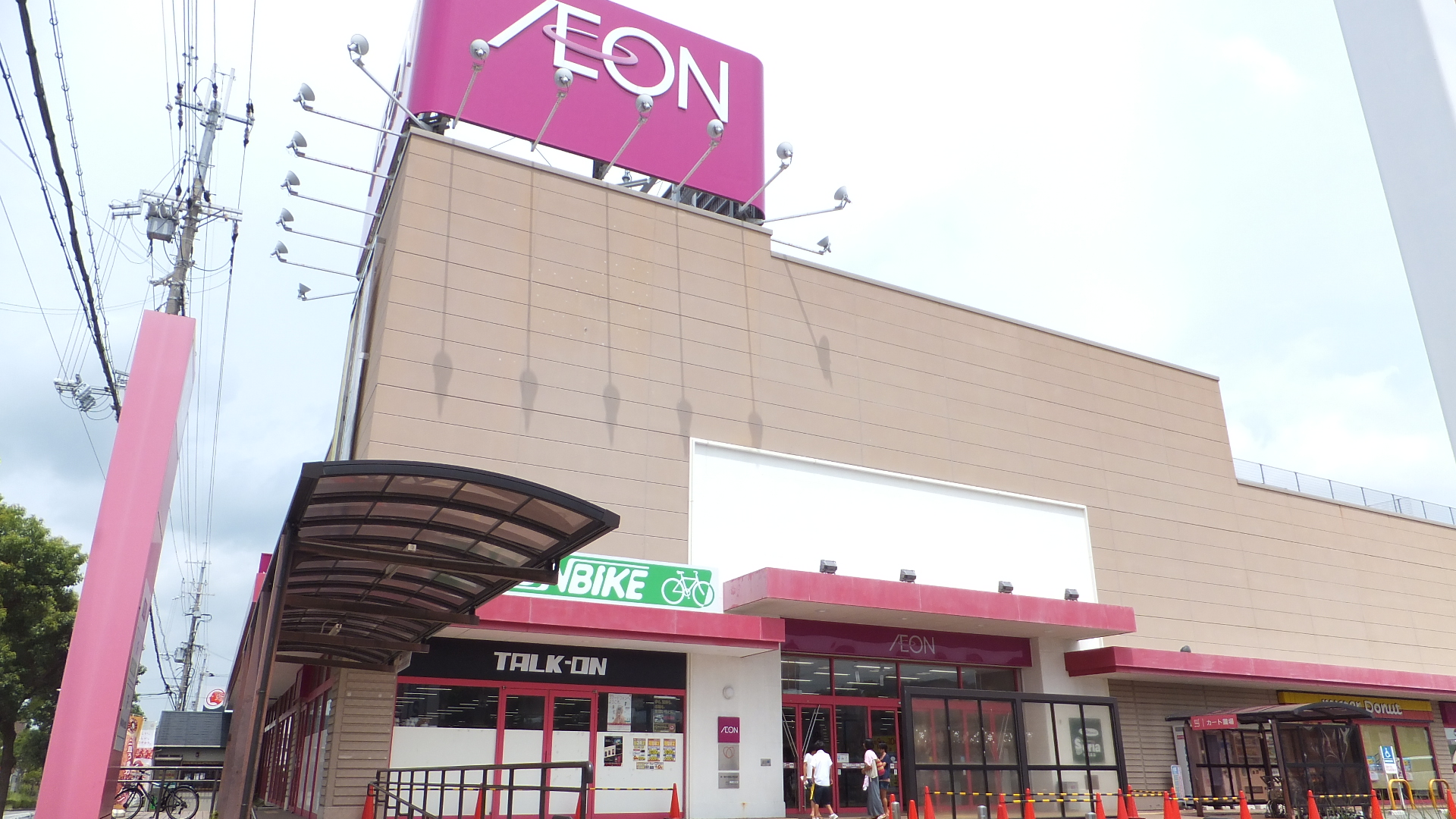
イオン三木青山店衣料館
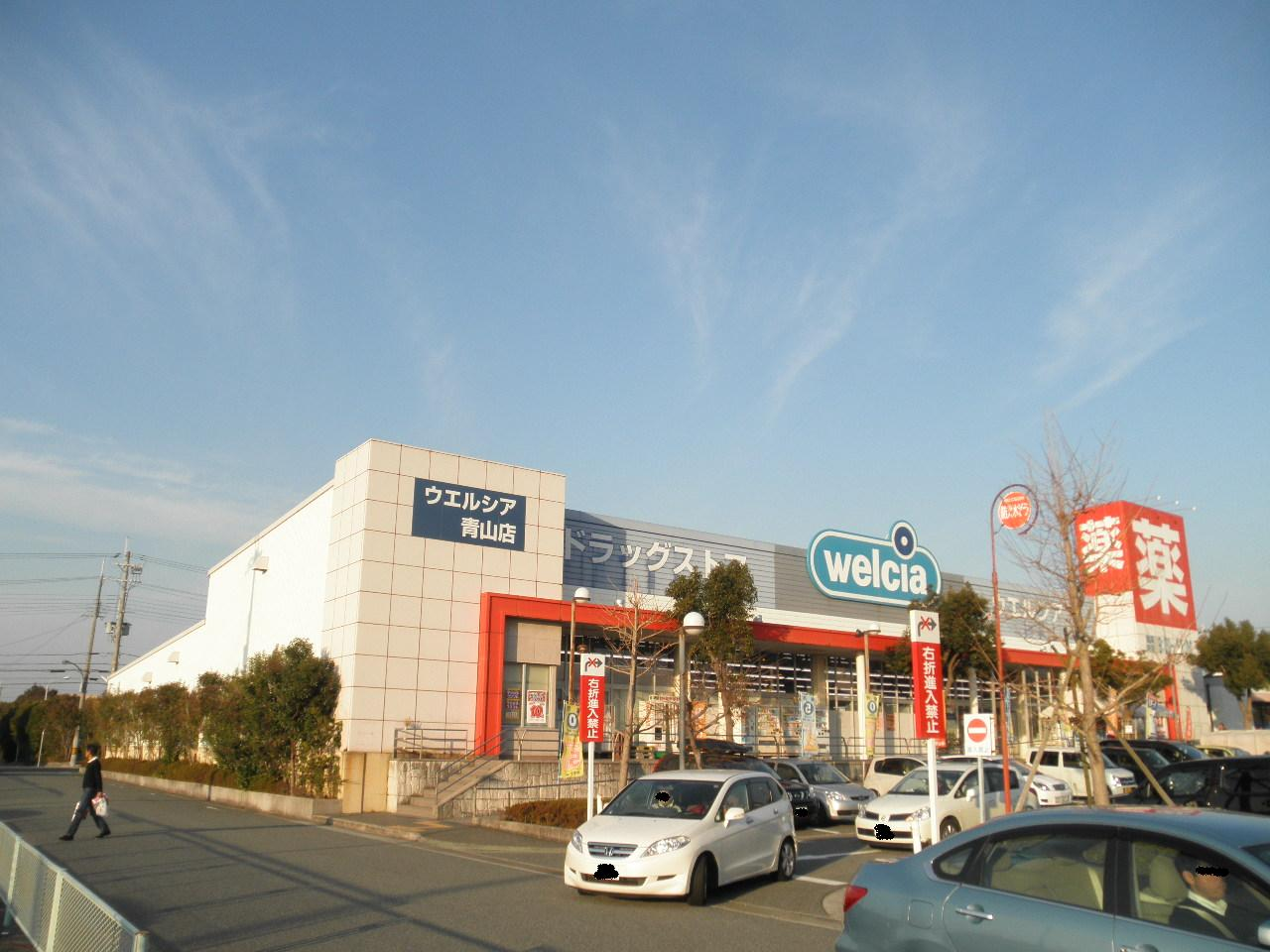
TAKIYA青山店

#### かつて存在した商業施設
- ユニクロ - 2008年に閉店し、三木市末広に移転。
- 隆司書房 - 2012年閉店

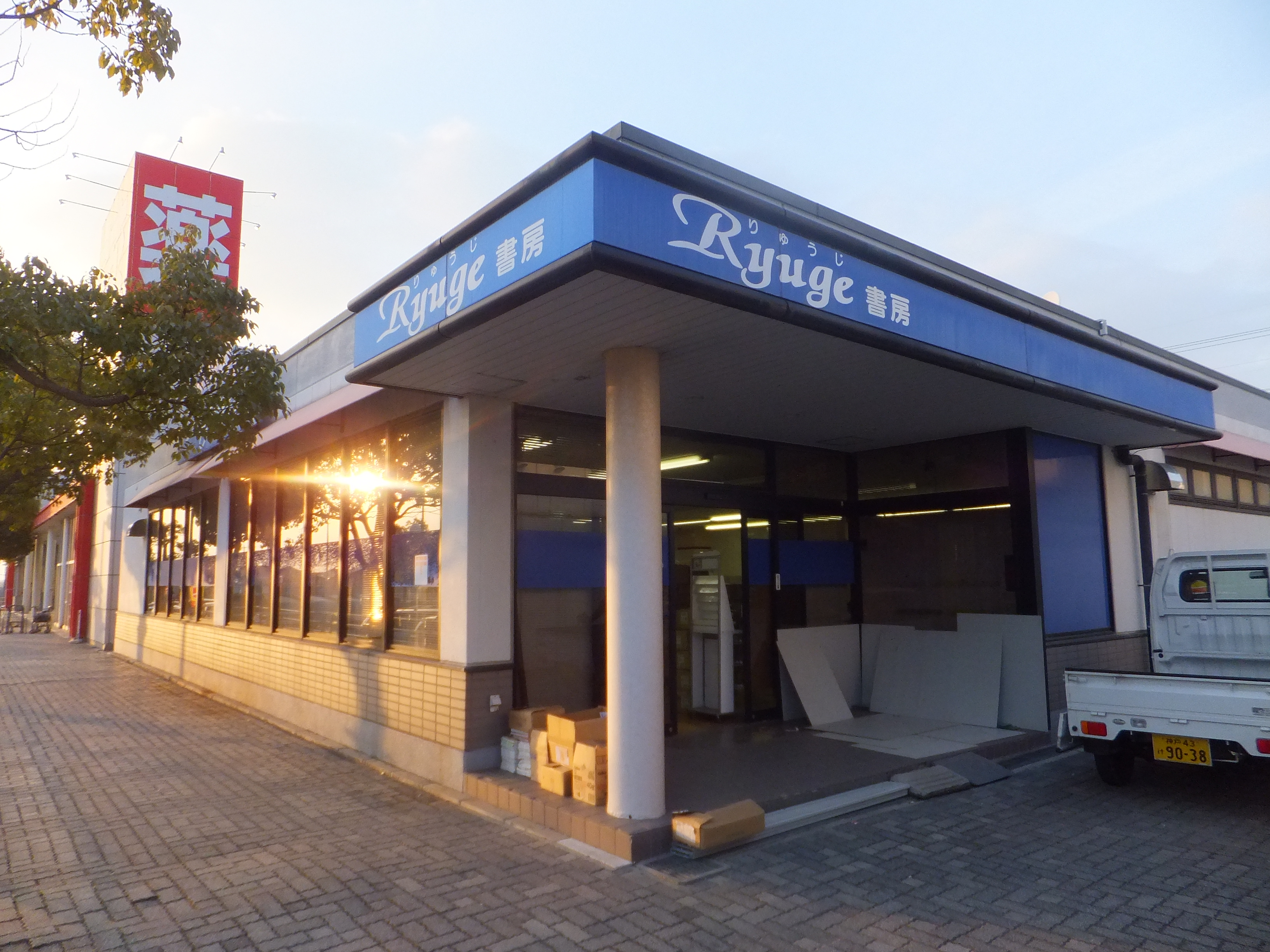
隆司書房

### 都市公園
開発時、避難場所として利用できるように公園が整備され、1988年3月1日に計画が決定されたが、青山中央公園は1985年7月5日に計画が決定され、同年8月2日に完成した。
| 丁目 | 名称         | 画像 | 面積 (ha) |
| ---- | ------------ | ---- | --------- |
| 5    | 青山第1公園  |      | 0.25      |
| 4    | 青山第2公園  |      | 0.25      |
| 3    | 青山第3公園  |      | 0.25      |
| 3    | 青山第4公園  |      | 0.25      |
| 6    | 青山第5公園  |      | 0.25      |
| 2    | 青山第6公園  |      | 0.26      |
| 1    | 青山第7公園  |      | 0.25      |
| 5    | 青山中央公園 |      | 2.6       |

## 小中学校の校区
| 大字       | 丁目 | 小学校                 | 中学校               |
| ---------- | ---- | ---------------------- | -------------------- |
| 志染町青山 | 全域 | 三木市立緑が丘東小学校 | 三木市立緑が丘中学校 |

## 祭事・催事
- 青山夏祭り - 1994年8月20日から開始された[41]。

## 交通

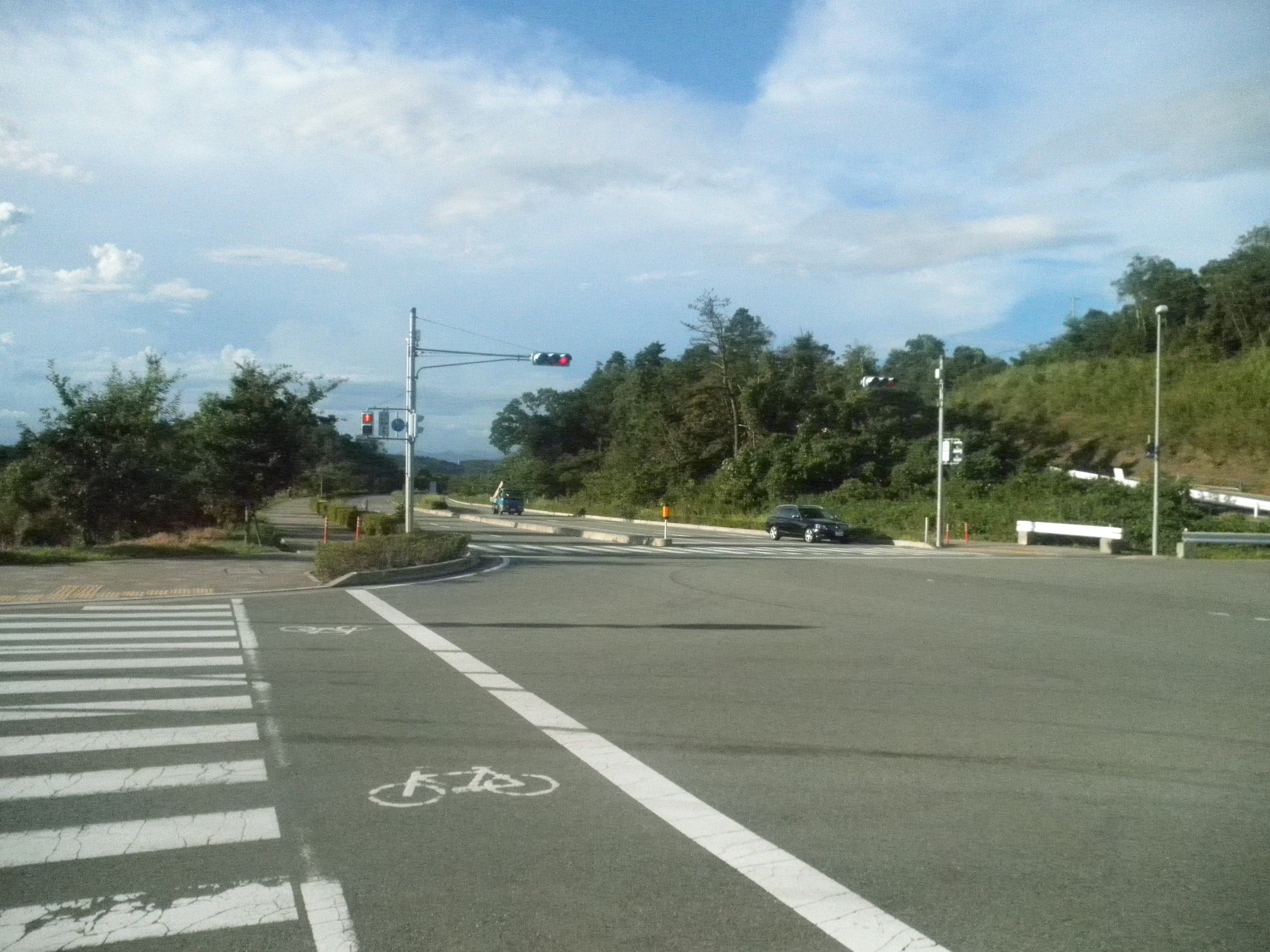
兵庫県道83号平野三木線
志染町青山1丁目で撮影

### 鉄道
地内には鉄道は走っていない。

### 道路
- 兵庫県道83号平野三木線
- 三木市道緑が丘青山線
- 三木市道青山笠松線

### バス
- 神姫バス
  - 三ノ宮駅行
- 神姫ゾーンバス
  - 西神中央駅行
  - 青山5丁目行
  - （青山5丁目経由）グリーンピア三木行
  - （青山5丁目 - 東自由が丘 - 中自由が丘経由）志染駅行
  - （青山5丁目経由）ひょうご情報公園都市行

※地区内の停車駅：兵庫県立三木北高等学校・センター前・青山中央公園前・青山5丁目
- みっきぃバス（三木市コミュニティバス）
  - （緑が丘東3丁目経由）青山5丁目行

## 人物
- 奥嶋ひろまさ - 漫画家